# Gbongan
Gbongan – miasto w Nigerii, w stanie Osun.